# 陸豐海豐戰鬥
陸豐海豐戰役為第一次國共內戰前期主要戰役之一，1927年10月1－10日期間於粵東海陸豐地區爆發，交戰雙方為中華民國國民政府及海陸豐蘇維埃，分別由張發奎及彭湃指揮。彭湃於戰敗後屠殺地主多名並轉進湘、贛邊區。